# Мэн И
Мэн И (кит. 蒙毅, пиньинь Meng Yi около 245 года до н. э. — 210 год до н. э.) — китайский военный генерал и политик династии Цинь. Сын полководца Мэн У, и младший брат полководца Мэн Тяня. Служил при дворе Цинь Шихуанди. После смерти Цинь Шихуанди Мэн И и его брат были казнены Эрши Хуаном по настоянию Чжао Гао.

## Биография

### Происхождение
Предки Мэн И были выходцами из государства Ци. Его дед, Мэн Ао, покинул Ци и прибыл в государство Цинь. Мэн Ао служил при правителе Цинь Чжаосяне, и его высшей должностью был «Старший Министр» (上卿). Во время правления Чжуансяна Мэн Ао был назначен генералом, и он возглавил армию Цинь, чтобы напасть на соперничающие государства Хань, Чжао и Вэй. Отец Мэн Тяня, Мэн У, служил генералом во время правления сына Чжуансяна Чжэна. Мэн У участвовал в кампании Цинь против государства Чу в качестве заместителя генерала Ван Цзяня и преуспел в завоевании Чу.

### Карьера
В 221 году до н. э. старший брат Мэн И, Мэн Тянь, также был назначен генералом. Он привел армию Цинь к победе над государством Ци, после чего он был назначен «министром-инспектором» (內史). С падением Ци, Цинь объединил все государства Китая под своим правлением. Ин Чжэн провозгласил себя «Цинь Шихуанди» (Первый император Цинь) и учредил Династия Цинь. В последующие годы Цинь Шихуанди назначил Мэн Тяня ответственным за защиту северной границы империи Цинь от нападений со стороны Сюнну и надзор за строительством Великой китайской стены. Цинь Шихуанди доверял семье Мэн и очень высоко их ценил. Мэн И служил при дворе Цинь Шихуанди в качестве министра и был одним из ближайших помощников и советников императора. Ему разрешалось ездить в одной карете с императором и стоять рядом с императором во время судебных заседаний. Когда Чжао Гао, личный слуга младшего сына Цинь Шихуанди, Хухая, совершил серьезное преступление. Император приказал Мэн И привлечь Чжао к ответственности в соответствии с законом. Мэн И приговорил Чжао Гао к смертной казни и лишил официальных титулов. Однако Цинь Шихуанди в конце концов простил Чжао Гао за его усердие в исполнении своих обязанностей.

### Смерть
Зимой 210 года до н. э. Цинь Шихуанди серьезно заболел, находясь в инспекционной поездке по восточному Китаю, поэтому он послал Мэн И помочь ему помолиться богам от его имени. Прежде чем Мэн И вернулся, император умер в Шацю (沙丘; к югу от современной деревни Дапингтай, Уезд Гуанцзун, Хэнань), в присутствии Чжао Гао, Хухая и Ли Сы. Чжао Гао и Ли Сы тайно изменили окончательный указ императора, в котором был назван его старший сын, Фусу, его преемником — и вместо этого сделал Хухая новым императором. Фальсифицированный указ также предписывал Фусу и Мэн Тяню, которые находились на границе, покончить с собой. Фусу добросовестно выполнил приказ, но Мэн Тянь почувствовал неладное и неоднократно просил подтверждения, но был помещен под арест. Когда Хухай услышал, что Фусу мёртв, он хотел пощадить Мэн Тяня, но Чжао Гао отговорил его от этого, боясь мести Мэнов.
Когда Мэн И вернулся со своей миссии, Чжао Гао предложил Хухаю уничтожить клан Мэн, и Хухай арестовал Мэн И и заключил его в тюрьму в Дай (代; около современного уезда Ю, Чжанцзякоу, Хэбэй). Мэн Тянь, который ранее уже был арестован за неповиновение указу, был заключен в тюрьму в Янчжоу (陽周; около современного Юйлинь, Шэньси). После того, как Хухай вернулся в столицу Цинь, Сяньян, он провел грандиозные похороны своего отца, после чего взошёл на трон в качестве Цинь Эр Ши (Второй император Цинь). Чжао Гао оставался близким помощником Цинь Эр Ши. Чжао Гао, часто плохо отзывался о Мэнах в присутствии императора и убеждал императора избавиться от них.
Цзыин, настоятельно советовал Цинь Эр Ши не казнить Мэнов, но император отказался слушать. Цинь Эр Ши послал посланника встретиться с Мэн И и приказать Мэну покончить с собой. Мэн И дал длинный ответ, в котором намекнул, что у императора не было причин казнить его. Однако посланник, который знал, что император хотел видеть Мэн И мертвым, проигнорировал ответ Мэна и убил его. Позже Мэн Тянь покончил с собой в Янчжоу, употребив яд.
Оба брата похоронены у подножья горы Маань (馬鞍) на западе округа Суйдэ.
Получив власть, Цзыин пытался защитить своего предшественника Эрши Хуана от обвинений в убийстве верных циньскому трону братьев.
Через три года после его смерти династия Цинь рухнула.

## В культуре
- Фильм «Миф» 2005 года — Джеки Чан играет Мэн И.
- Китайский сериал «Миф[англ.]» (2010) — Ху Гэ[англ.] играет Мэн И.
- Китайский сериал «Прямая дорога Дацинь»(大秦直道) (2007) — Ли Дунсюэ[кит.] играет Мэн И.
- Упоминается под изменённым именем «Моу Ки» в манге Kingdom.
  - В аниме-сериале Kingdom его озвучивает Фумиэ Мидзусава.